# Cenves
Cenves é uma comuna francesa na região administrativa de Auvérnia-Ródano-Alpes, no departamento do Ródano. Estende-se por uma área de 26.48 km². Em 2010 a comuna tinha 390 habitantes (densidade: 14,7 hab./km²).